# بيل هينكلي
بيل هينكلي هو سياسي أمريكي، ولد في 18 أغسطس 1956. نشط حزبياً في الحزب الجمهوري. وقد انتخب عضو مجلس نواب واشنطن ‏.